# 기회감염
기회감염(機會感染, 영어: opportunistic infection)은 일반적으로는 불가능한 기회를 이용하는 병원체(세균, 균, 기생충, 바이러스)에 의해 발생하는 감염이다. 이 기회들은 다양한 원천에 의해 만들어지는데, 예를 들면 면역결핍질환이라든지 암 치료의 면역억제제 치료를 받을 때, 변형된 마이크로바이옴, 파열된 피부계 장벽을 들 수 있다. 이 병원체들 중 다수는 면역계가 튼실한 건강한 숙주에는 질병을 일으키지 않으며 면역계의 균형이 무너질 때까지 편리 공생의 역할을 하는 경우가 있기는 하다. 기회감염은 건강한 사람에게는 병원체가 심각하지 않은 질병을 일으킬 수 있으나 면역계가 약화된 숙주에게 기회 이용이 되면 더 심각한 질환을 일으킬 수 있다.

## 기회감염의 종류

### 세균
- 클로스트리디움 디피실[5][6]
- 결핵균[7]
- 살모넬라[8]
- 황색포도상구균[9][10]
- 폐렴구균[2]
- 화농성연쇄상구균[11][12]

### 균
- 미포자충류[13]

### 기생충
- 와포자충속[14]
- 톡소포자충[15][16]

### 바이러스
- 거대세포바이러스[17][18]
- 사람 폴리오마바이러스 2[19][20]
- 사람 헤페르바이러스 8[21][22]

## 병인
- 영양실조
- 피로
- 재발 감염
- 장기 이식 환자의 면역억제제
- 진보한 인간면역결핍 바이러스 감염
- 암 화학요법
- 유전성 소인
- 피부 손상
- 항생물질 치료
- 수술
- 임신
- 노화
- 백혈구 감소
- 화상

## 치료
치료는 기회감염의 종류에 따라 달라지지만 보통은 각종 항생물질을 사용한다.